# 根本實
根本 實（ねもと みのる、1938年 - ） は、日本の材料工学者。工学博士（東北大学・1966年）。九州大学名誉教授。元佐世保工業高等専門学校校長。元久留米工業大学学長。元日本金属学会副会長。元日本鉄鋼協会副会長。瑞宝中綬章受章。

## 人物・経歴
東京生まれ。千葉県立佐原高等学校を経て、1960年東北大学工学部金属工学科卒業。1965年東北大学大学院工学研究科金属工学専攻博士課程単位取得退学。1966年東北大学より工学博士の学位を取得。1969年東北大学工学部助教授。1982年九州大学工学部教授。1992年日本金属学会副会長、軽金属学会理事。1994年日本鉄鋼協会副会長。1999年佐世保工業高等専門学校校長。2014年春の叙勲で瑞宝中綬章受章。

## 受賞
- 日本金属学会論文賞 1990[3]
- ISSI最優秀ポスター賞 1993[3]
- 日本金属学会谷川・ハリス賞 1994[3]
- 日本金属学会学術功労賞 2000[3]
- 日本金属学会名誉員 2004[3]